# ʿAbd al-Majīd bin ʿAbd al-ʿAzīz Āl Saʿūd
ʿAbd al-Majīd bin ʿAbd al-ʿAzīz Āl Saʿūd, (in arabo عبد المجيد بن عبد العزيز آل سعود‎?) (Riad, 1942 – Seattle, 5 maggio 2007), è stato un politico saudita, membro della famiglia reale Al Saʿūd. 
Era considerato alleato di Re ʿAbd Allāh ma anche dei "sette Sudayrī".

## Primi anni di vita ed educazione
Il principe ʿAbd al-Majīd è nato a Riyad nel 1942 ed era il 33° figlio di Re ʿAbd al-ʿAzīz. Sua madre era la decima moglie del padre, Hāya bint Saʿd al-Sudayrī, morta il 18 aprile 2003 a 90 anni, componente della potente famiglia al-Sudayrī e sorella di al-Jawhara bint Saʿd, altra moglie di Re ʿAbd al-ʿAzīz. Fratelli germani di ʿAbd al-Majīd erano i principi Badr e ʿAbd al-Ilāh.
ʿAbd al-Majīd ha ricevuto l'educazione primaria a Riyad in scuole tradizionali, tra cui la "Shaykh ʿAbd Allāh al-Khayyāṭ" e la "al-Anjal School". È entrato nella marina militare saudita nel 1954 per poi studiare nel Regno Unito.

## Carriera
ʿAbd al-Majīd ha operato come Governatore di tre province significative dell'Arabia Saudita: Tabūk, Medina e La Mecca.
Dopo aver completato la sua formazione, è stato dapprima nominato governatore della provincia settentrionale di Tabūk, nel 1980. Durante il suo governatorato, l'agricoltura è stata sviluppata, e la regione è diventata una delle principali produttrici di colture come grano e frutta. Il suo mandato è durato per sei anni, fino al 1986.
Dopo la morte del fratellastro ʿAbd al-Muḥsin nel 1985, il principe ʿAbd al-Majīd gli è succeduto come Governatore della Provincia di Medina. La Moschea del Profeta e le zone circostanti sono state riqualificate durante il suo mandato di 14 anni. Egli ha anche istituito la Taiba Investment Corporation a Medina. Il suo mandato durò fino al 1999, quando gli succedette il principe Muqrin.
Nel 2000, fu nominato Governatore della provincia della Mecca e presidente dell'autorità per lo sviluppo della città. È stato anche capo del comitato centrale del hajj. Nel 2000, La Mecca divenne capoluogo della regione, con Gedda. Un ambizioso programma di sviluppo è stato intrapreso nella città sotto la sua amministrazione per un investimento di oltre 27 miliardi di dollari. Gli investimenti si sono concentrate sulle due Sacre Moschee, la Grande Moschea alla Mecca e la Moschea del Profeta a Medina, le mete principali del pellegrinaggio annuale canonico del Ḥajj e per quello volontario della Ziyāra, che attira milioni di visitatori ogni anno. Sviluppi commerciali enormi sono germogliati nelle zone circostanti, come ad esempio lo schema di Jabel ʿOmar, tra cui alberghi, centri congressi e conferenze e strutture di preghiera. Alcuni storici dell'architettura hanno criticato la distruzione che ha accompagnato alcuni siti storici. D'altra parte, le vie di comunicazione sono state migliorate, comprese le strutture portuali di Jedda, gli aeroporti e le strade. Inoltre, ʿAbd al-Majīd ha avviato piani di risanamento e di sviluppo della città vecchia di Jedda.
ʿAbd al-Majīd ha inoltre chiesto una maggiore partecipazione delle donne alla vita pubblica. "Il principe ʿAbd al-Majīd è stato uno dei principali sostenitori delle imprenditrice saudite", ha detto Ḥaṣṣa al-ʿAwn, membro della Camera di Commercio e d'Industria di Gedda (JCCI). Ha chiesto la partecipazione delle donne alla vita pubblica in Arabia Saudita. A Jedda nel 2003, è stato istituito Il Centro per Imprenditrici "Khadīja bint Khuwaylid" dalla Camera di Commercio e Industria di Gedda, sotto il suo patronato. Egli ha anche sostenuto il lancio di un'iniziativa antiterrorismo nelle scuole della provincia nel dicembre 2006.
Ha anche lavorato in molti comitati pubblici e di beneficenza. Ha insistito per la creazione di un autodromo a Gedda, il primo nel Regno. Fu anche uno dei primi sostenitori dei test del sangue prima del matrimonio, in modo da evitare le malattie ematiche. La procedura da allora è diventata obbligatoria.

## Successione
ʿAbd al-Majīd è stato considerato come uno dei potenziali candidati per il trono all'inizio degli anni 2000. È stato anche considerato come contendente ammissibile dopo la morte di re Fahd nell'agosto 2005.

## Vita personale
ʿAbd al-Majīd era sposato con Sāra bint ʿAbd al-Muḥsin al-Anqarī, da cui ebbero un figlio, Fayṣal b. ʿAbd al-Majīd. Fayṣal è un uomo d'affari e membro del consiglio di amministrazione della "Fondazione del Pensiero Arabo" (Muʾassasat al-Fikr al-ʿArabī). Precedentemente era sposato con la cugina Jawhara bint ʿAbd Allāh bin Sa'd al-Sudayrī; da questo matrimonio non sono nati figli.
Sua moglie ha donato 1 milione di riyal a un ospedale psichiatrico a La Mecca durante il governatorato del marito nella provincia. Nello stesso periodo, ha pagato le spese ospedaliere per una donna che ha subìto gravi violenze domestiche da parte del marito nel 2001.

## Morte e funerale
Il principe ʿAbd al-Majīd si ammalò di leucemia e subì un intervento chirurgico prima negli Stati Uniti e poi in Arabia Saudita. Tuttavia tornò negli Stati Uniti quando le sue condizioni erano peggiorate. Morì a Seattle il 5 maggio 2007. Il suo corpo è stata trasportato dagli Stati Uniti a Riad il giorno dopo. Le preghiere funebri si sono tenute nella moschea Imām Turkī ibn ʿAbd Allāh a Riad, dopo la preghiera del mezzogiorno del 7 maggio 2007. La salma è stata poi sepolta nel cimitero al-'Ud della città.

## Eredità
Il Prince Abdul Majeed bin Abdulaziz Domestic Airport di Medina è chiamato così in suo onore.